# جورج برانز
جورج برانز (بالإنجليزية: George Bruns)‏ هو ملحن أمريكي، ولد في 3 يوليو 1914 في مقاطعة كلاكماس في الولايات المتحدة، وتوفي في 23 مايو 1983 في بورتلاند في الولايات المتحدة بسبب نوبة قلبية.

## وصلات خارجية
- جورج برانز على موقع IMDb (الإنجليزية)
- جورج برانز على موقع ميوزك برينز (الإنجليزية)
- جورج برانز على موقع ديسكوغز (الإنجليزية)
- جورج برانز على موقع قاعدة بيانات الفيلم (الإنجليزية)